# Zaręby-Bolędy (gromada)
Zaręby-Bolędy – dawna gromada, czyli najmniejsza jednostka podziału terytorialnego Polskiej Rzeczypospolitej Ludowej w latach 1954–1972.
Gromady, z gromadzkimi radami narodowymi (GRN) jako organami władzy najniższego stopnia na wsi, funkcjonowały od reformy reorganizującej administrację wiejską przeprowadzonej jesienią 1954 do momentu ich zniesienia z dniem 1 stycznia 1973, tym samym wypierając organizację gminną w latach 1954–1972.
Gromadę Zaręby-Bolędy z siedzibą GRN w Zarębach-Bolędach utworzono – jako jedną z 8759 gromad na obszarze Polski – w powiecie ostrowskim w woj. warszawskim, na mocy uchwały nr VI/10/11/54 WRN w Warszawie z dnia 5 października 1954. W skład jednostki weszły obszary dotychczasowych gromad Przeździecko-Dworaki, Zaręby-Bolędy, Zaręby-Choromany, Zaręby-Warchoły ze zniesionej gminy Warchoły w tymże powiecie i województwie oraz obszary dotychczasowych gromad Dmochy-Mrozy, Dmochy-Sadły i Dmochy-Wochy ze zniesionej gminy Czyżew w powiecie wysokomazowieckim w woj. białostockim. Dla gromady ustalono 9 członków gromadzkiej rady narodowej.
W kolejnych latach gromada wyjątkowo często zmieniała przynależność administracyjną:
1 stycznia 1957 gromadę przyłączono do powiatu zambrowskiego w woj. białostockim.
Pozostała tam przez tylko jeden rok, bo już 1 stycznia 1958 włączono ją do powiatu wysokomazowieckigo w tymże województwie.
1 stycznia 1959 z gromady Zaręby-Bolędy wyłączono wsie Dmochy-Wochy, Dmochy-Mrozy i Dmochy-Sadły oraz kolonie Dmochy-Kudły i Dmochy-Przeczki włączając je do gromady Czyżew-Osada w powiecie wysokomazowieckim, po czym gromada Zaręby-Bolędy powróciła do powiatu ostrowskiego i woj. warszawskiego, gdzie równocześnie została zniesiona, a jej (pozostały) obszar włączony do gromady Andrzejewo w tymże powiecie i województwie